# Tatort: Tod im Jaguar
Tod im Jaguar ist ein Fernsehfilm aus der Kriminalreihe Tatort der ARD und des ORF. Der Film wurde vom SFB produziert und am 9. Juni 1996 erstmals ausgestrahlt. Es handelt sich um den ersten Fall des Ermittler-Duos Roiter und Zorowski und die 335. Tatort-Folge.
Der Film landete nach der Erstausstrahlung im „Giftschrank“ und wurde daher nicht wiederholt.

## Handlung
Kriminalhauptkommissar Ernst Roiter ist erst vor kurzem aus Frankfurt am Main nach Berlin gezogen. Bei seinen Bootstouren landet er häufig im Wasser und muss von der Wasserschutzpolizei gerettet werden. Nachdem er sich zu Hause wieder getrocknet hat, bekommt er Besuch von Till Seelmann, der ihn zu einem Empfang anlässlich des siebzigsten Geburtstages von David Prestin, einem wirtschaftlich und politisch äußerst einflussreichen jüdischen Geschäftsmann, einlädt. Während der Veranstaltung spricht Prestin Roiter an und erklärt ihm, dass er sich bedroht fühlt. Roiter wiegelt zunächst ab, bietet ihm aber an, später darüber zu sprechen. Prestin wird zu einem Treffen gerufen und verlässt daraufhin seine eigene Party. Kurz darauf explodiert sein Jaguar, wobei Prestin getötet wird. Roiter und sein Partner Zorowski beginnen, im Mordfall David Prestin zu ermitteln.
Roiter erfährt von Prestins Tochter, dass sie von ihrem Vater enterbt worden ist, da er ihre Ehe mit Ralph Bernbeck missbilligte, und dass Prestin Mitglied des „Savigny-Kreises“ war, dem hochrangige Personen aus Wirtschaft und Politik angehören. Er erfährt außerdem, dass Ralph Bernbeck Architekt ist und versucht, ihn auf einer seiner Baustelle zu erreichen. Dort trifft er jedoch nur auf Henri Mattuscheck vom Wachschutz.
Im Labor konnte derweilen ermittelt werden, dass bei dem Mord Plastiksprengstoff verwendet wurde, der beim Starten des Wagens explodierte. Das Material stammt aus den Beständen der aufgelösten Staatssicherheit der DDR. Roiter und Zorowski werden zu Staatssekretär Otto Bernbeck gerufen, der beide um eine rasche Aufklärung bittet und von den Kommissaren verlangt, die Täter unter den Neonazis zu suchen. Sie erfahren von ihm auch, dass er, wie auch Prestin, Mitglied des „Savigny-Kreises“ ist. Roiter holt trotz Ermahnung Bernbecks zunächst seine Tochter Caroline vom Bahnhof ab und geht mit ihr essen. Er erfährt, dass sie jetzt Food-Designerin ist und über Nacht bei Edgar, ihrem neuen Freund, bleiben wird. Roiter lässt ihn sofort von Zorowski überprüfen.
Zorowski beginnt währenddessen seine Ermittlungen in einer Sauna, in der er sowjetische „Veteranen des Kalten Krieges“ trifft. Er findet heraus, wo man illegal Sprengstoff aus DDR-Zeiten erhalten kann. Bei der Untersuchung einer alten Fabrik, die ihm telefonisch als Übergabeort genannt worden ist, wird er jedoch beinah in die Luft gesprengt. Roiter spricht derweilen mit Hazel Wolkenstein, einem Rabbiner, und erfährt, dass Prestin während der NS-Zeit in die Schweiz emigrierte und dass Ralph Bernbeck von Prestin abgelehnt wurde, da er seinen Interessen entgegenstand. Bernbeck hat allerdings die Umbauarbeiten der Feierhalle betreut.
In Prestins Firma werden Roiter diverse Drohbriefe, die Prestin erhalten hatte, gezeigt. Dabei findet Roiter auch ein Dankschreiben Bernbecks an Prestin, das er kurzerhand einsteckt. Am folgenden Abend trifft er sich nochmals mit dem Banker Till Seelmann. Mit seiner Hilfe verschafft sich Roiter Zugang zu Prestins Kontodaten. Er findet unter anderem Zahlungen an eine Schweizer Firma, deren Aufsichtsratsvorsitzender auch Gesellschafter bei Prestin ist. Von Seelmann erfährt Roiter außerdem, dass Katharina Lefevre ebenfalls Mitglied im „Savigny-Kreis“ ist.
Währenddessen gerät Zorowski in einer Kneipe mit mehreren Nazis aneinander, die er allerdings in Schach halten kann, obwohl die Wirtin nicht bereit ist, die Polizei als Unterstützung zu rufen. Anschließend erfährt er von einem ehemaligen Mitglied der Staatssicherheit, dass Prestin nicht nur Wasserleitungen in den Iran geliefert, sondern mit Hilfe dieser Spezialrohre indirekt auch Waffen geliefert hat. Er erfährt auch, dass die Sprengstoffexperten aus Erich Mielkes engstem Umkreis kommen müssen. Roiter bittet ihn anschließend, mit seiner Tochter den Abend zu verbringen und ihr Berlin zu zeigen, damit er sich in Ruhe mit Katharina Lefevre treffen kann. Während Zorowski Caroline in einem Schnellrestaurant langweilt und über Außenpolitik aufklärt, diniert Roiter mit Katharina Lefevre, und erfährt, dass Prestin im „Savigny-Kreis“ eine zentrale Rolle spielte, und schläft anschließend mit ihr.
Bei weiteren Ermittlungen in Prestins Firma findet Roiter einen Bericht über Bernbecks Machenschaften: Er hat ein Grundstück gekauft, auf dem ein denkmalgeschütztes Haus stand, das dann aber doch abgerissen wurde. In den Unterlagen findet sich auch der Name von Katharina Lefevre, die er daraufhin am nächsten Abend zu sich nach Hause einlädt. Zorowski erfährt unterdessen in einer Bar die Namen ehemaliger Sprengstoffexperten der Staatssicherheit, unter ihnen auch Mattuschek, den Roiter bereits auf einer Baustelle als Wachschutz kennengelernt hatte. Dort trifft Zorowski ihn zwar nicht mehr an, erfährt aber, dass Mattuschek im Schießsportclub in Rummelsburg verkehrt.
Roiter erfährt derweilen bei einem Candle-Light-Dinner mit Katharina Lefevre in seiner Wohnung, dass Bernbeck pleite ist, da Prestin sein Testament geändert hat und seine Tochter und damit auch Bernbeck nichts mehr erben. Allerdings würden seine Kinder Prestins Vermögen erben. Da Zorowski Roiter über seine neuen Erkenntnisse informiert, verlässt dieser die Wohnung und lässt Katharina Lefevre mit seiner Tochter allein, um mit Zorowski nach Rummelsburg zu fahren. Dort treffen die beide auf einen bewaffneten Mattuschek, der gerade Zorowskis Informanten liquidieren wollte. Wieder zu Hause trifft Roiter nur noch seine Tochter, die ihm gesteht, dass es gar keinen Edgar gibt und sie nur seinetwegen nach Berlin gekommen ist.
Bei Mattuschek werden Sprengstoffanhaftungen nachgewiesen und Roiter findet anhand der Hutgröße heraus, dass der Ermordete nicht Prestin gewesen sein kann und konfrontiert Bernbeck auf der Trauerfeier mit dieser Erkenntnis. Roiter findet mit Hilfe von Till Seelmann heraus, dass ein Mann namens Altherr mit dem Flugzeug aus Basel nach Berlin kommen will. Es stellt sich heraus, dass es sich dabei um Prestin handelt, der inkognito unterwegs ist. Da Roiter bei der Verfolgung verletzt wird, bringt Prestin ihn in sein Elternhaus, das außer Prestins Familie niemand kennt. Dort erfährt er, dass es sich bei dem Toten um Prestins Fahrer handelt, der den Wagen startete, bevor Prestin einsteigen konnte. Zorowski findet währenddessen bei Mattuschek einen Schlüssel zu einem Schließfach, in dem sich ein Vertrag zwischen Bernbeck und Mattuschek befindet, in dem die Bewachung seiner Baustellen geregelt wird und für die er jährlich 400.000 DM zahlen wollte.
Zorowski informiert die schwangere Judith Prestin, dass ihr Vater noch lebt; sie bricht daraufhin zusammen. Dabei werden sie allerdings von Bernbeck belauscht. Da sich Prestin immer noch bedroht fühlt, will Roiter den Tätern eine Falle stellen. Außerdem erkennt er, dass Bernbeck zwar enterbt wurde, über Judiths Kind allerdings doch erben würde und damit ein Motiv für den Mord hätte. Als Prestin getarnt angelt Roiter auf einem Boot und wird dabei von einem Motorboot versenkt. Er erfährt von der Wasserschutzpolizei, dass dieses Boot bereits häufiger Probleme bereitet hat und einer Frau Lefevre gehört. Roiter nimmt Lefevre und Bernbeck fest, die gerade gemeinsam im Hotel essen. Caroline verabschiedet sich wieder und fährt zurück nach Frankfurt.

## Produktion
Der Tatort Tod im Jaguar ist eine Produktion der Eikon Film im Auftrag des SFB für Das Erste. Der Film wurde in Berlin und Umgebung gedreht. Bei seiner Erstausstrahlung am 9. Juni 1996 hatte Tod im Jaguar 6,26 Millionen Zuschauer, was einem Marktanteil von 23,02 % entspricht.
Tod im Jaguar war eingangs in die Kritik geraten, weil der SFB eine missverständliche Pressemitteilung über diesen Tatort im Vorfeld mit „antijüdischen Passagen“ verbreitete. Auch der Film selbst und die Darstellung von jüdischen Geschäftemachern sorgte für Kritik. Seither wird er nicht mehr im öffentlich-rechtlichen Fernsehen gesendet.
Die zwölf Filme des SFB mit Winfried Glatzeder wurden nicht auf herkömmlichem Filmmaterial aufgezeichnet, sondern mit Hilfe von Betacam-Videokameras, was eine Videoclip-Ästhetik der Filme zur Folge hatte, die vielfach kritisiert wurde. Auch der 1995 vom SFB produzierte Polizeiruf 110: Sieben Tage Freiheit wurde in diesem Format aufgezeichnet und ebenfalls kritisiert.

## Kritik
TV Spielfilm lobte den Film als „Verzwickt, explosiv und leider hochaktuell“.